# Prix Philip-Leverhulme
Ne pas confondre avec la médaille Leverhulme.
Le Prix Philip Leverhulme est une distinction décernée par le Leverhulme Trust (en) pour récompenser les réalisations de chercheurs exceptionnels dont le travail a déjà attiré une reconnaissance internationale et dont la future carrière est exceptionnellement prometteuse. Le prix récompense jusqu'à trente prix de 100 000 £ par an, dans une gamme de disciplines académiques,.

## Histoire et critères
Le prix porte le nom de Philip Leverhulme, décédé en 2000. Il était le petit-fils de William Leverhulme et le troisième vicomte Leverhulme (en). Les prix sont payables en plusieurs fois sur une période de deux à trois ans. Les prix peuvent être utilisés à toutes fins susceptibles de faire avancer la recherche du lauréat, à l'exception de l'augmentation du salaire du lauréat ,.
Les candidats doivent occuper un poste permanent ou détenir une bourse de longue durée dans un établissement britannique d'enseignement supérieur ou de recherche qui s'étendrait au-delà de la durée du prix Philip Leverhulme. Ceux qui sont autrement sans salaire ne sont pas éligibles pour être nommés. Les candidats doivent normalement avoir obtenu leur doctorat au plus tard dix ans avant la date de clôture.

## Prix
Les prix Leverhulme sont attribués chaque année,,.

### 2022
En 2022, les prix ont été décernés dans les domaines suivants :
- Archéologie : Chiara Bonacchi, Marianne Hem Eriksen, Corisande Fenwick, Patrick Gleeson, Sarah Inskip
- Chimie : Bryan Bzdek, Nicholas Chilton, Brianna Heazlewood, Rebecca Melen, Ruth Webster
- Économie : Abi Adams-Prassl, Stefano Caria, Thiemo Fetzer, Sandra Sequeira, Daniel Wilhelm
- Ingénierie : Sebastian Bonilla, John Orr, Daniel Slocombe, Harrison Steel, Jin Xuan
- Géographie : Maan Barua, Sarah Bell, Anita Ganesan, Ed Manley, Isla Myers-Smith
- Langues et littérature : Joanna Allan, Josie Gill, Joseph Hone, Preti Taneja, Sam Wolfe

### 2021
En 2021, les prix ont été décernés dans les domaines suivants :
- Études classiques : Tom Geue, Theodora Jim, Giuseppe Pezzini, Henry Stead, Kathryn Stevens
- Sciences de la terre : Nicholas Brantut, Andrea Burke, Paula Koelemeijer, Erin Saupe, Nem Vaughan
- Physique : Jayne Birkby, Radha Boya, Denis Martynov, Jonathan Matthews, Samuel Stranks
- Politique et Relations Internationales : Teresa Bejan, Christopher Claassen, Graham Denyer Willis, Janina Dill, Inken von Borzyskowski
- Psychologie : Jennifer Cook, Jim A.C. Everett, Tobias Hauser, Patricia Lockwood, Netta Weinstein
- Arts visuels et d'interprétation : Jennifer Coates, Mohamad Hafeda, Lonán Ó Briain, Martin O'Brien, Annebella Pollen

### 2020
En 2020, les prix ont été décernés dans les domaines suivants :  
- Biologie : Tanmay Bharat, Hernán Burbano, Hansong Ma, Daniel Streicker, Edze Westra
- Histoire : Sophie T. Ambler (en), Stefan Hanß, Florence Sutcliffe-Braithwaite, Rian Thum, Alexia Yates
- Droit : Jeremias Adams-Prassl, Paul Davies (en), Nadine El-Enany, Emily Grabham, Guido Rossi
- Mathématiques et statistiques : Ana Caraiani, Heather Harrington, Richard Montgomery, Nick Sheridan, Sasha Sodin
- Philosophie et théologie : Liam Kofi Bright, Elselijn Kingma (en), Laura Quick, Emily Thomas, Joseph Webster
- Sociologie et politique sociale : Judith Bovensiepen, Emily Dawson (en), Kayleigh Garthwaite, Nisha Kapoor, Lucy Mayblin

### 2019
En 2019, les prix ont été décernés dans les domaines suivants :  
- Archéologie : Kate Britton, Enrico Crema, Jessica Hendy, Jane Kershaw, Ben Russell
- Chimie : Artem Bakulin, Thomas Bennett, Kim Jelfs, Daniele Leonori, Silvia Vignolini (en)
- Économie : Gabriella Conti, James Fenske, Xavier Jaravel, Friederike Mengel (en), Benjamin Moll
- Ingénierie : Jessica Boland, Rainer Groh, Hannah Joyce (en), Camille Petit, Alister Smith
- Géographie : Sarah Batterman, Christina Hicks, Robert Hilton, Fiona McConnell, Philippa Williams
- Langues et littérature : Marc Alexander (en), Emma Bond, Merve Emre, Martin Paul Eve (en), Joseph Moshenska

### 2018
En 2018, les prix ont été décernés dans les domaines suivants :  
- Études classiques : Amin Benaissa, Myles Lavan, Alex Mullen (en), Amy Russell, Shaul Tor
- Sciences de la Terre : Juliet Biggs, Steve Brusatte, Heather Graven, Babette Hoogakker, Amanda Maycock
- Physique : Alis Deason, Simone De Liberato, Katherine Dooley, Rahul Raveendran Nair, John Russo
- Politique et relations internationales : Ezequiel Gonzalez Ocantos, Chris Hanretty, Sophie Harman, Lauren Wilcox, Lea Ypi
- Psychologie : Emily S Cross, Stephen Fleming, Claire Haworth (en), Harriet Over, Nichola Raihani
- Arts visuels et d'interprétation : Erika Balsom, Daisy Fancourt (en), Ian Kiaer, Peter McMurray, Tiffany Watt Smith

### 2017
En 2017, les prix ont été décernés dans les domaines suivants :  
- Biologie : Tom Baden, Katie Field, Nick Graham, Kayla King, Andrea Migliano
- Histoire : Andrew Arsan, Toby Green, David Motadel, Lucie Ryzova, Alice Taylor
- Droit : Pinar Akman, Ana Aliverti, Fiona de Londras (en), Rosie Harding, Jeff King
- Mathématiques et statistiques : Anders Hansen, Oscar Randal-Williams, Carola-Bibiane Schönlieb, Dominic Vella, Hendrik Weber
- Philosophie et théologie : Naomi Appleton, Joel Cabrita, John Michael, Ian Phillips, Bryan W Roberts
- Sociologie et politique sociale : David Clifford, Des Fitzgerald, Suzanne Hall, Tim Huijts, Alice Mah

### 2016
En 2016, les prix ont été décernés dans les domaines suivants  : 
- Archéologie : Susana Carvalho, Manuel Fernandez-Gotz, Oliver Harris, Camilla Speller (en), Fraser Sturt
- Chimie : John Bower, Scott Cockroft, David Glowacki, Susan Perkin, Aron Walsh
- Économie : Vasco Carvalho, Camille Landais, Kalina Manova (en), Uta Schönberg, Fabian Waldinger
- Ingénierie : Anna Barnett, Cinzia Casiraghi, David Connolly, Alexandra Silva, Peter Vincent
- Géographie : Katherine Brickell, Vanesa Castán Broto, Mark Graham, Harriet Hawkins, David Thornalley
- Langues et littératures : William Abberley, Alexandra Harris (en), Daisy Hay (en), Lily Okalani Kahn, Hannah Rohde

### 2015
En 2015, les prix ont été décernés dans les domaines suivants :
- Classiques : Mirko Canevaro, Esther Eidinow (en), Renaud Gagné, Naoíse Mac Sweeney (en), Laura Swift
- Sciences de la terre : John Rudge, James Screen, Karin Sigloch, Dominick Spracklen, Nicholas Tosca
- Physique : Jacopo Bertolotti, Daniele Faccio, Jo Dunkley, Philip King, Suchitra Sebastian
- Sciences politiques : John Bew (en), Elena Fiddian-Qasmiyeh, Dominik Hangartner, Laura Valentini, Nick Vaughan-Williams
- Psychologie : Caroline Catmur, Bhismadev Chakrabarti, Steve Loughnan, Liz Pellicano, Jonathan Roiser
- Arts visuels : Sara Davidmann, Mattias Frey, Hannah Rickards (en), Martin Suckling (en), Corin Sworn

### 2014
En 2014, 31 prix ont été décernés. Les sujets et lauréats 2014 étaient : 
- Sciences biologiques : Michael Brockhurst, Elizabeth Murchison, Ewa Paluch, Thomas Richards, Nikolay Zenkin
- Histoire : Manuel Barcia (en), Aaron Moore, Renaud Morieux, Hannah Skoda, David Trippett
- Mathématiques et statistiques : Alexandros Beskos, Daniel Kráľ, David Loeffler et Sarah Zerbes, Richard Samworth (en), Corinna Ulcigrai
- Philosophie et théologie : Jonathan Birch, Tim Button, Ofra Magidor (en), Anna Mahtani, Holger Zellentin
- Droit : Alan Bogg, Prabha Kotiswaran (en), Sarah Nouwen (en), Erika Rackley, Michael Waibe
- Sociologie et politique sociale : Lucie Cluver, Hazem Kandil, Victoria Redclift, Katherine Smith, Imogen Tyler

### 2013
Les sujets de 2013 étaient : 
- Astronomie et astrophysique : Richard Alexander, Stefan Kraus, Mathew Owens (en), Mark Swinbank, John (Southworth) Taylor
- Économie : Jane Cooley Fruehwirth
- Ingénierie : Haider Butt, Bharathram Ganapathisubramani, Eileen Gentleman, Aline Miller (en), Ferdinando Rodriguez y Baena
- Géographie : Ben Anderson, Dabo Guan, Anna Lora-Wainwright, Erin McClymont, Colin McFarlane, David Nally, Lindsay Stringer
- Langues et littérature modernes : Kathryn Banks, Andrew Counter, Sally Faulkner, Lara Feigel, David James, James Smith, Hannah Sullivan
- Arts de la scène et arts visuels : Martin John Callanan (en), Nadia Davids (en), James Moran, Tim Smith

### 2012
Les sujets de 2012 étaient, : 
- Classiques : Patrick Finglass, Miriam Leonard (en), Michael Squire, Peter Thonemann, Kostas Vlassopoulos
- Sciences de la Terre, des océans et de l'atmosphère : Matt Friedman, Richard Katz, Kirsty Penkman (en), Laura Robinson, Paul Williams
- Histoire des arts : Jo Applin, Matthew Potter, Richard Taws, Tamara Trodd, Leon Wainwright
- Droit : Kimberley Brownlee (en), James Chalmers, Ioannis Lianos, Marc Moore, Anthea Roberts
- Mathématiques et statistiques : Toby Gee, Jonathan Marchini (en), André Neves, Christoph Ortner, Lasse Rempe-Gillen,
- Histoire médiévale, moderne et moderne : Duncan Bell, Alexander Morrison, Sadiah Qureshi (en), Sujit Sivasundaram (en), David Todd

### 2011
Les sujets de 2011 étaient : 
- Astronomie et astrophysique : Emma Bunce (en), Andrew Levan, Richard Massey, David Pontin, David Seery
- Économie : Michael Elsby, Andrea Galeotti, Sophocles Mavroeidis, Helen Simpson, Paul Surico
- Géographie : Peter Adey, Siwan Davies (en), Hayley Fowler (en), Simon Lewis, Simon Reid-Henry
- Ingénierie : Maria Ana Cataluna, Simon Cotton, Antonio Gil, Katsuichiro Goda, Karen Johnson
- Langues et littératures européennes modernes : Anthony Bale (en), Lindiwe Dovey, Kirsty Hooper, Ben Hutchinson, Robert Macfarlane (en)
- Arts de la scène et arts visuels : Ed Bennett, Helen Freshwater, Esther Johnson, Phoebe Unwin, Emily Wardill

### 2010
Les sujets de 2010 étaient : 
- Sciences de la Terre, des océans et de l'atmosphère : Tamsin Mather
- Histoire des arts
- Droit
- Mathématiques et statistiques: Caucher Birkar
- Histoire médiévale, moderne et moderne

### 2009
Les sujets de 2009 étaient : 
- Astronomie et astrophysique
- Ingénierie
- Géographie
- Langues et littérature européennes modernes : Santanu Das (en)[22], Philippe Bullock
- Spectacles et arts visuels

### 2008
Les sujets de 2008 étaient  : 
- Sciences de la terre, des océans et de l'atmosphère : Stephen Barker, Alan Haywood, Heiko Pälike, Paul Palmer, Rosalind Rickaby, Christian Turney (en)
- Histoire de l'art : Jill Burke, Natasha Eaton, Alexander Marr, Carol Richardson, Caroline Vout (en)
- Histoire médiévale, moderne et moderne : Filippo de Vivo, Caroline Humfress (en), Simon MacLean, Hannah Smith, Paul Warde, William Whyte (en)
- Mathématiques et statistiques : Martin Hairer, Harald Helfgott, Jared Tanner, Andreas Winter, Marianna Csörnyei
- Zoologie : William Hughes, Kate Jones (en), Andrea Manica, Tommaso Pizzari, Jane Reid

### 2007
Les sujets de 2007 étaient : 
- Astronomie et astrophysique : David Alexander, Philip Best, Clare Parnell et William Percival
- Ingénierie : Leroy Cronin (en), Jeremy O'Brien (en)
- Géographie : Jemma Wadham (en), Robert John Mayhew
- Langues et littérature européennes modernes
- Philosophie et éthique : Hannes Leitgeb (en), Alison Stone (en)

### 2006
Les sujets de 2006 étaient : 
- Sciences de la terre, des océans et de l'atmosphère : Lucy Carpenter
- Histoire des arts
- Histoire médiévale, moderne et moderne
- Mathématiques et statistiques
- Zoologie

### 2005
Les sujets de 2005 étaient : 
- Astronomie et astrophysique : Katherine Blundell, Sheila Rowan
- Ingénierie : Clemens Kaminski, Andrea C. Ferrari (en)
- Géographie : Klaus Dodds, Sarah Holloway (en), Kevin Ward, Martin R Jones, Georgina H Endfield, Rachel Pain
- Langues et littérature européennes modernes
- Philosophie et éthique : Tim Lewens (en)

### 2004
Les sujets de 2004 étaient : 
- Anthropologie
- Sciences de la Terre, des océans et de l'atmosphère
- Économie
- Mathématiques et statistiques
- Histoire médiévale, moderne et moderne

### 2003
Les sujets de 2003 étaient : 
- Astronomie et astrophysique : Louise Harra
- Classiques
- Ingénierie
- Géographie
- Philosophie et éthique

### 2002
Les sujets de 2002 étaient : 
- Technologie logicielle pour les technologies de l'information et des communications
- Sciences de l'océan, de la terre et de l'atmosphère
- Histoire moderne depuis 1800
- Économie
- Biochimie et biologie moléculaire

### 2001
Les sujets de 2001 étaient : 
- Astronomie et astrophysique
- Classiques
- Ingénierie
- Géographie
- Philosophie et éthique